# Чон Мьон Хі
Чон Мьон Хі (16 травня 1964) — південнокорейська баскетболістка.
Учасниця Олімпійських Ігор 1984 року.